# カミル・ヴァツェク
カミル・ヴァツェク（Kamil Vacek, 1987年5月18日-）は、チェコ・パルドゥビツェ州ウースチー・ナト・オルリツィー出身の同国代表サッカー選手。ボヘミアンズ1905所属。ポジションはミッドフィールダー。

## 経歴

### クラブ
チェコのSKシグマ・オロモウツでプロデビュー。1年後にはドイツ・ブンデスリーガのアルミニア・ビーレフェルトへ移籍するも、出場は1試合のみで母国チェコへ帰還。ACスパルタ・プラハでの4シーズンを経て、2011年夏にイタリア・セリエAのACキエーヴォ・ヴェローナへ加入した。2013年6月、スパルタ・プラハへ期限付き移籍で復帰。翌年7月には完全移籍した。2016年、マッカビ・ハイファFCに移籍した。2017年8月30日、シロンスク・ヴロツワフに移籍した。

### 代表
各年代別でチェコ代表を経験した後、2011年6月にフル代表初選出。デビュー戦は、日本で行われたキリンカップのペルー戦だった。